# Patrick Schmit
Pour les articles homonymes, voir Schmit.
Patrick Schmit, né le 1er novembre 1974 à Luxembourg, est un patineur artistique luxembourgeois qui participe aux Jeux olympiques d'hiver de 1998 à Nagano.

## Biographie

### Carrière sportive
Patrick Schmit représente son pays à sept championnats européens (1994 à Copenhague, 1995 à Dortmund, 1996 à Sofia, 1997 à Paris, 1998 à Milan, 1999 à Prague et 2000 à Vienne), quatre mondiaux (1996 à Edmonton, 1997 à Lausanne, 1998 à Minneapolis et 2000 à Nice) et aux Jeux olympiques d'hiver de 1998 à Nagano. Il est le seul représentant et le porte-drapeau de son pays à ces Jeux.
Il arrête les compétitions sportives après les mondiaux de 2000.

## Palmarès
| Compétitions principales | 1994    | 1995    | 1996    | 1997    | 1998    | 1999    | 2000    |  |  |  |  |  |  |  |
| Jeux olympiques d'hiver  |         |         |         |         | 29e     |         |         |  |  |  |  |  |  |  |
| Championnats du monde    |         |         | 21e     | 30e     | 25e     |         | 35e     |  |  |  |  |  |  |  |
| Championnats d'Europe    | 33e     | 22e     | 19e     | 21e     | 20e     | 25e     | 22e     |  |  |  |  |  |  |  |
|                          |         |         |         |         |         |         |         |  |  |  |  |  |  |  |
| Grand Prix ISU           | 1993/94 | 1994/95 | 1995/96 | 1996/97 | 1997/98 | 1998/99 | 1999/00 |  |  |  |  |  |  |  |
| Coupe d'Allemagne        |         |         |         |         |         | 9e      |         |  |  |  |  |  |  |  |
| Trophée de France        |         |         |         | 10e     |         |         |         |  |  |  |  |  |  |  |
|                          |         |         |         |         |         |         |         |  |  |  |  |  |  |  |